# Поместное войско

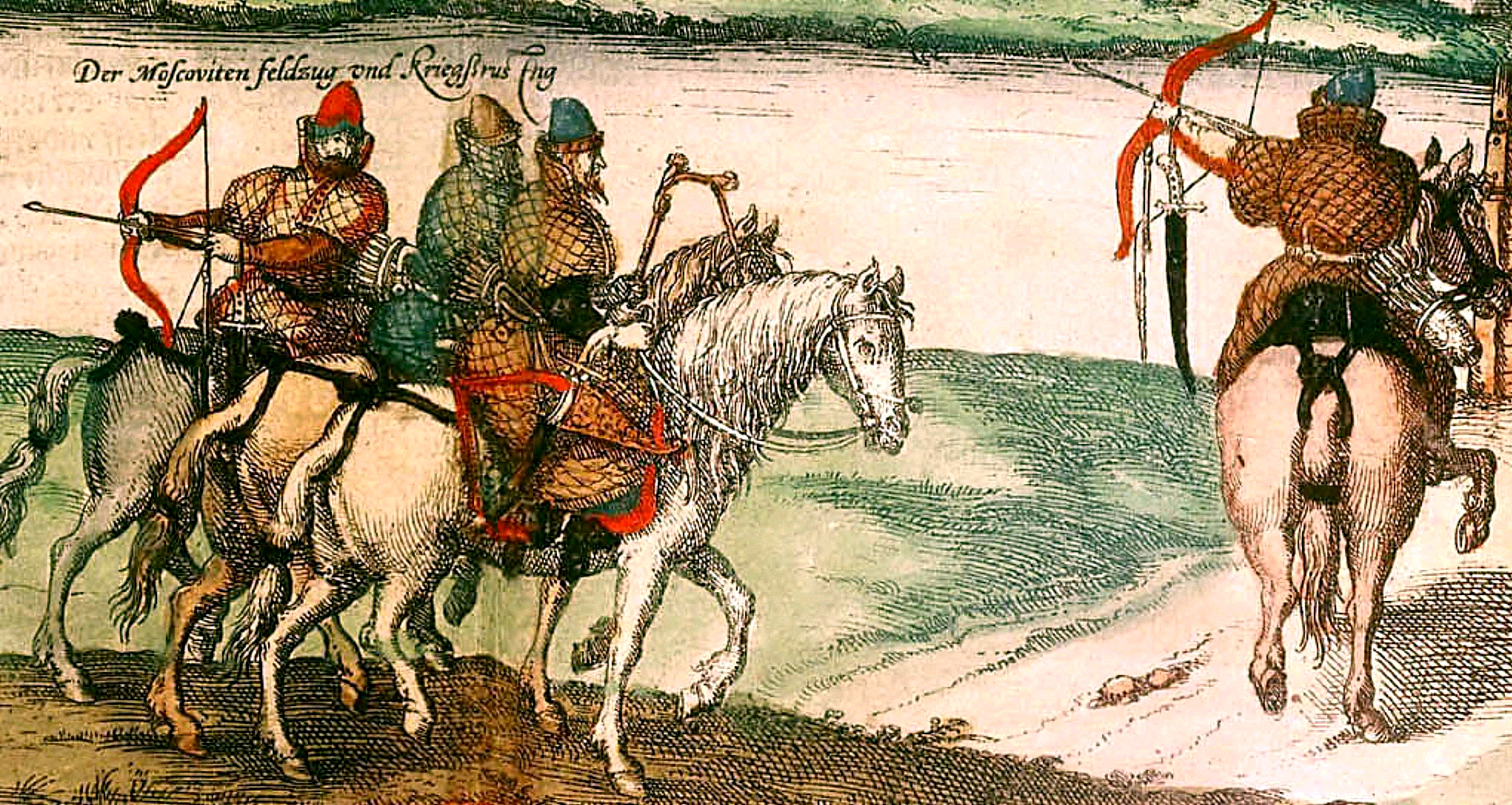
Русские всадники в тегиляях. Раскрашенная гравюра из издания «Записок о Московитских делах» Сигизмунда Герберштейна 1556 г.

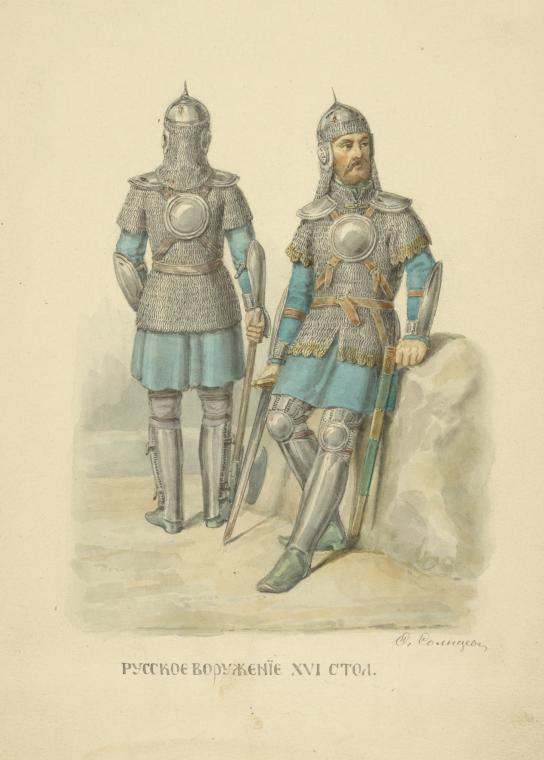
Русское вооружение XVI столетия. Реконструкция Ф. Г. Солнцева на основе предметов из собрания Оружейной палаты, 1869 г.

Поместное войско — обобщающее название дворянской поместной конницы, составлявшей ядро Вооружённых сил Русского государства, в конце XV — первой половине XVII веков.
Войско комплектовалась по месту всеми служилыми людьми в государстве, московскими и городовыми, которые несли военную службу лично и бессрочно, составляя поместную дворянскую конницу.

## История

### Возникновение
Предпосылки для появления поместного войска появляются ещё во второй половине XIV века, когда на смену младшим и старшим дружинникам стали приходить феодально организованные группы, во главе которых стоял боярин или служивый князь, а в группу входили дети боярские и дворовая челядь. В XV веке такая организация отрядов заменила городские полки. В результате войско составляли: великокняжеский двор, дворы удельных князей и бояр, которые состояли из слуг вольных, слуг под дворским и боярских послужильцев. Полностью дворянское войско, основанное на поместной системе, сформировалось при Иване III, что было связано с увеличением площади государства и численности войск. Процесс преобразования войска был связан с объединением Русских земель. Постепенно в состав Великого княжества Московского входили новые удельные княжества, дворы удельных князей и бояр распускались, а служилые люди переходили к великому князю. В результате вассалитет князей и бояр был преобразован в государевых служилых людей, за службу в условное держание (реже — в вотчину) получавших поместья. Таким образом образовалось поместное войско, основную массу которого составляли дворяне и дети боярские, а также их боевые холопы.

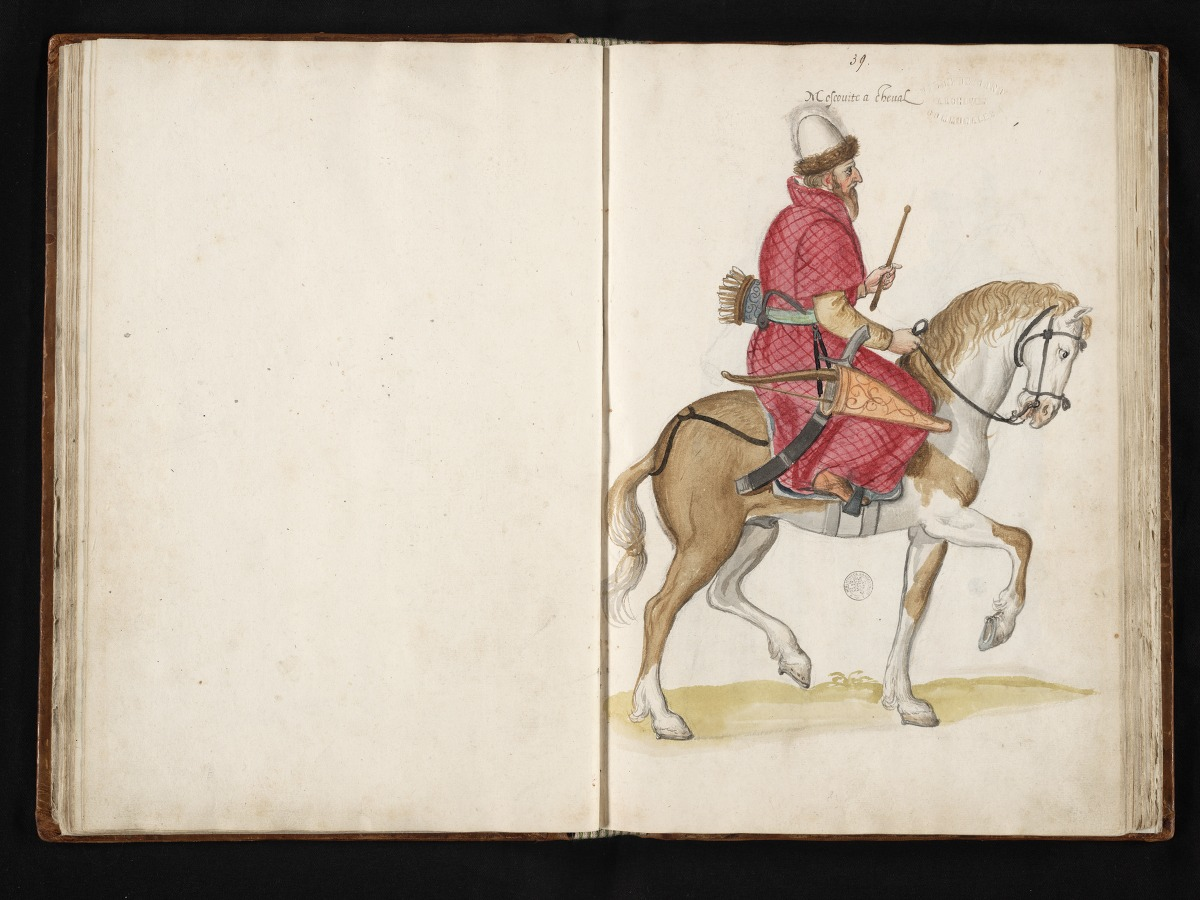
Конный московит. Акварель из «Всемирного театра старинной и современной моды» Лукаса де Гира, около 1575 г.

Дети боярские, как класс, сформировавшиеся в начале XV века, изначально были не очень крупными вотчинниками. Они были «закреплены» за тем или иным городом и стали привлекаться князьями для военной службы. Позднее дети боярские разделились на две категории. Дворовые дети боярские — изначально служили в составе Государева (великокняжеского) двора или перешли в него из дворов удельных князей. Городовые дети боярские, изначально служившие удельным князьям, закреплялись за определённым городом. Чёткая разница между этими категориями оформилась к 30—40 годам XVI века. Дворовые дети боярские получали более высокое жалование. Во второй половине XVI века они занимали промежуточное положение между городовыми и выборными детьми боярскими. Городовые дети боярские составляли большинство. В начале XVI века города относились к московскому и новгородскому разрядам, а во второй половине из московского выделились такие группы городов, как смоленские, северские, тульские и рязанские.
Дворяне сформировались из слуг княжеского двора и поначалу играли роль ближайших военных слуг великого князя. Как и дети боярские, за службу они получали земельные участки. В первой половине XVI века дворяне вместе с дворовыми детьми боярскими составили особый Государев полк. Поначалу дворяне в документах стояли ниже детей боярских, как особая группа, они выделяются лишь в середине XVI века. Существовали также городовые дворяне. Они были сформированы из послужильцев удельных князей и бояр и снабжены поместьями вдали от Москвы.
Боевые холопы (послужильцы) — вооруженные слуги, принадлежавшие к разряду несвободного населения. Существовали в Российском государстве в XVI—XVIII веках, составляли вооруженную свиту и личную охрану крупных и средних землевладельцев и несли военную службу вместе с дворянами. Боевые слуги занимали промежуточное социальное положение между дворянством и крестьянами. По сравнению с совершенно бесправными пашенными холопами эта прослойка, постоянно пополнявшаяся разорившимися мелкопоместными детьми боярскими, пользовалась известными привилегиями. В разные года численность боевых холопов колебалась от 15 до 25 тысяч человек, что составляло от 30 до 55 % общей численности всего поместного войска.

### Реформы Ивана Грозного

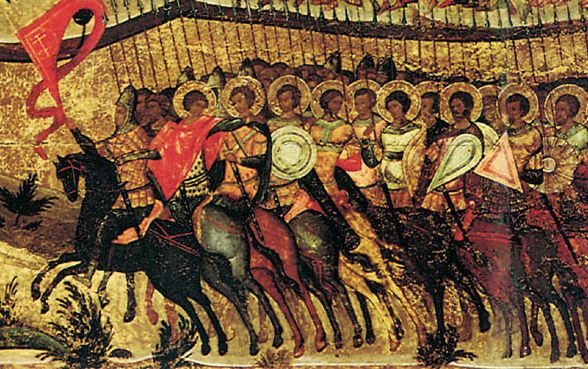
Фрагмент иконы «Церковь воинствующая», 1550-е гг.

При Иване Грозном был произведён ряд военных преобразований. В 1550 году планировалось из «лучших» детей боярских сформировать «Избранную тысячу». Её должны были составить представители наиболее знатных родов и потомки удельных князей. Тысячники выполняли важные и многообразные командные функции — в частности, назначались полковыми воеводами и головами. Планировалось снабдить их поместьями в окрестностях Москвы, однако осуществить этот проект, по-видимому, не удалось.
В 1552 году полки поместной конницы получили сотенную структуру. Командование сотнями осуществляли сотенные головы.
К 1555 году оформился Разрядный приказ — основное военное учреждение. В 1555—1556 годах было составлено Уложение о службе, регламентирующее порядок службы помещиков. Было введено денежное жалование. Служилые люди были разделены на «статьи», принадлежность к которой определяла поместный и денежный оклад. Были приняты меры по ограничению местничества.
В годы правления Ивана Грозного появились выборные дворяне и дети боярские, которые несли как дворовую, так и городовую службу. Выборные дети боярские пополнялись из числа дворовых, а дворовые, в свою очередь, из числа городовых.
В 1564—1567 годах Иваном Грозным была введена опричнина. Служилые люди были разделены на опричных и земских, таким же образом были разделены и уезды. Опричнина реализовывала идею «Избранной тысячи». В 1584 году опричный двор был ликвидирован, что привело к изменению структуры Государева двора.
К московским служилым людям относились жильцы, дворяне московские, стряпчие и стольники. Их общее число в XVI веке составляло 1—1,5 тысячи человек, к концу XVII возросло до 6 тысяч.
Наиболее высшие командные должности занимали думные чины — бояре, окольничие и думные дворяне. Их общая численность в целом была не более 50 человек.

### Смутное время

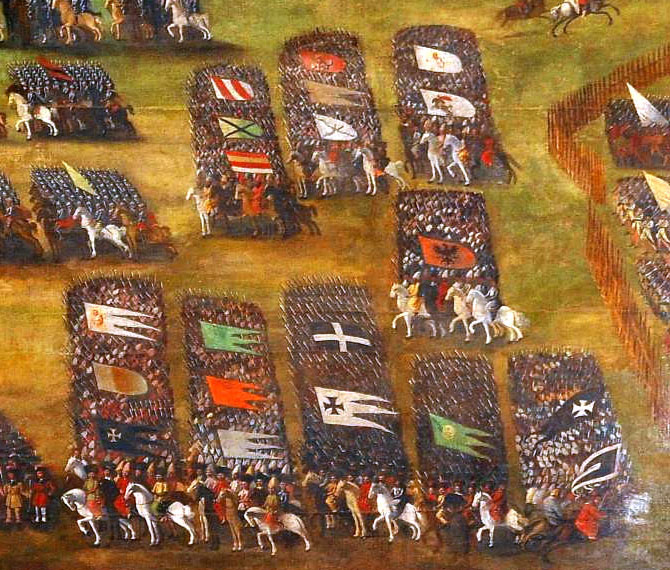
Русская конница в битве при Клушино, фрагмент картины Ш. Богушовича

В Смутное время поместное войско, поначалу, могло противостоять войскам интервентов. Однако положение усугубили массовый голод и последующие крестьянские восстания Хлопка и Болотникова. Не пользовались популярностью также цари Борис Годунов и Василий Шуйский. В связи с этим помещики бежали из войска в свои имения, а некоторые даже переходили на сторону интервентов или восставших крестьян. Поместное ополчение, возглавленное Ляпуновым, выступило в составе Первого народного ополчения в 1611 году, которое не состоялось. В этом же году дворяне и дети боярские вошли в состав Второго народного ополчения под руководством князя Пожарского, как его наиболее боеспособная часть. На покупку коней и вооружения им было определено жалование от 30 до 50 рублей, собранное на народные пожертвования. Общая численность служилых людей в ополчении, согласно оценке В. В. Каргалова, составила около 10 тысяч, а численность всего ополчения — 20—30 тысяч человек. В следующем году это ополчение освободило Москву.
Смутное время привело к кризису поместной системы. Значительная часть помещиков стала пустопоместной и не могла получать обеспечение за счёт крестьян. В связи с этим правительство принимало меры по восстановлению поместной системы — производило выплаты денежного жалования, вводило льготы. Ко второй половине 1630-х годов боеспособность поместного войска удалось восстановить.

### Реформы Романовых

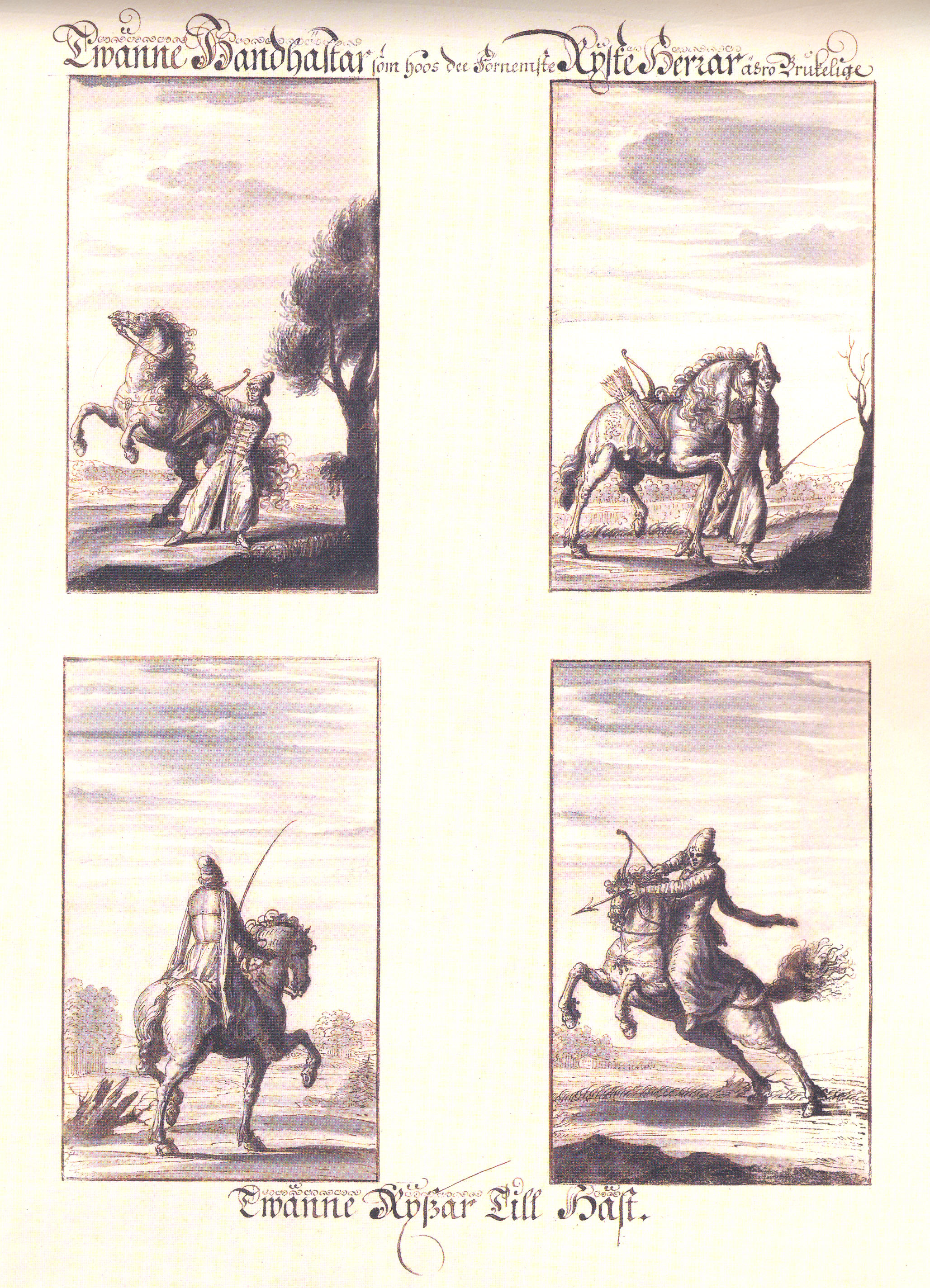
Русские конники, 1674 год. Рисунки Пальмквиста

Ещё в начале 1630-х годов к Смоленской войне по западному образцу были образованы полки нового строя. Из дворян и детей боярских был сформирован рейтарский полк численностью до 2 тысяч человек, однако после войны, в 1634 году, распущен. В 1640-х годах активное формирование полков нового строя возобновилось. В 1649 был создан Рейтарский приказ. Рейтарские полки комплектовались, главным образом, из беспоместных детей боярских, и перед началом Тринадцатилетней войны их численность достигла 6000 человек. Военные действия показали высокую эффективность новых войск, и малообеспеченных дворян и детей боярских стали массово переводить, главным образом, в рейтарский строй. К 1663 году численность рейтар достигла 18 тысяч человек. Некоторые помещики переводились и в другие полки нового строя, а также в городовую службу. Таким образом, во второй половине XVII века конница сотенной службы перестала быть ядром русского войска. Если, по данным «Смет», в 1630 и в 1651 она составляла около 30 % всей армии, то в 1671 году половина дворян и детей боярских южных городов находилась в полках нового строя, 40 % на городовой службе, и лишь только 10 % — в полковой сотенной. А в 1680 году конница сотенной службы, вместе с боевыми холопами, составляла всего лишь 17,5 % всех русских вооружённых сил.
Вместе с тем, в ходе реформ армии возникла двойственность в её структуре, поскольку изначально основой вооружённых сил Царства Русского являлось именно поместное войско, а остальные формирования были зависимы по отношению к нему. Теперь же они получали независимость и автономность в составе вооружённых сил, а конница сотенной службы становилась с ними в один ряд. В ходе военно-окружной реформы 1680 года были переформированы разряды (военные округа) и окончательно изменена структура русских вооружённых сил — в соответствии с этими разрядами формировались разрядные полки, в составе которых теперь выступала поместная конница.
В 1681 году была начата реформа организации московских служилых людей. Их было решено оставить в полковой службе, но переформировать из сотен в роты (по 60 человек) во главе с ротмистрами; и в полки (по 6 рот в полку). Для этого в 1682 году пришлось отменить местничество.

### Ликвидация
Поместное войско было упразднено при Петре I. На начальном этапе Великой Северной войны дворянская конница, под руководством Б. П. Шереметева нанесла ряд поражений шведам, вместе с тем, её бегство было одной из причин поражения в битве при Нарве в 1700 году. В начале XVIII века старая дворянская конница вместе с казаками ещё фигурировала среди полков конной службы и принимала участие в различных боевых действиях. Известно 9 таких полков, в том числе:
- Ертаульный полк Ивана Назимова был сформирован в 1701 году из московских чинов и служилых людей полковой и сотенной службы Новгородского разряда, потом преобразован в рейтарский полк, в 1705 году расформирован.
- Полк Степана Петровича Бахметьева был сформирован в 1701 из служилых людей полковой и сотенной службы, а также стрельцов и казаков низовых городов, в 1705 расформирован.
- Полки Льва Федоровича Аристова и Сидора Федоровича Аристова были сформированы в 1701 году из служилых людей полковой и сотенной службы Казанского разряда, расформированы к 1712 году.
- Полк Богдана Семёновича Корсака, сформированный из смоленской шляхты, сохранял организацию полков сотенной службы и милиционное устройство в течение первой четверти XVIII века.[16].

В результате преобразований армии значительная часть аристократов была переведена в драгунские и гвардейские полки, многие из них составили офицерство.
Однако один из полков дворянской конницы, полк смоленской шляхты, просуществовал до 1764 года.

## Структура
Во второй половине XVI века сформировалась следующая структура служилых людей по отечеству, составлявших войско:
- Думные чины
  - Бояре
  - Окольничие
  - Думные дворяне
- Московские чины
  - Стольники
  - Стряпчие
  - Дворяне московские
  - Жильцы
- Городовые чины
  - Дворяне
  - Дети боярские

Окончательно эта структура сформировалась, вероятно, после отмены опричнины. Стольниками могли стать, как правило, наиболее знатные аристократы. С этого чина начинали службу дети бояр, окольничих, московских дворян, или же переходили в него после пребывания в чине стряпчего. Стольники, по окончании службы, переходили в думные чины или в чин московских дворян. В чине стряпчего либо начинали службу, либо переходили в него после пребывания в чине жильца. Жильцы, как правило были детьми выборных дворян, реже — московских дворян, дьяков, стрелецких голов, иногда и видных дворцовых деятелей, а также, возможно, лучших дворовых детей боярских. По окончании службы жильцы, как правило, переходили в «выбор из городов», но иногда могли стать стряпчими или московскими дворянами. В чине московских дворян, как правило, служили представители княжеско-боярской знати, а в некоторых случаях до него дослуживались выборные дворяне; и служили всю жизнь, кроме тех случаев, когда могли перейти в думные чины или, из-за опалы, понизиться до «выбора из городов». В чине выборных дворян могли начинать службу дети выборных и московских дворян. До «выбора» нередко, после длительной службы, могли дослужиться дворовые дети боярские, а в исключительных случаях — и городовые. В «выбор» переводились отслужившие дворцовую службу жильцы, пониженные в результате опалы дворяне московские, дьяки, стряпчие. Выборные дворяне, чаще всего, служили в этом чине всю службу, однако иногда могли перейти в московские чины.
Из представителей думных чинов назначались большие полковые и просто полковые воеводы, также они посылались в качестве воевод в приграничные города. Наиболее заслуженные бояре могли назначаться командующими всем войском. Часть московских служилых людей в военное время находилась в составе Государева полка, а другие посылались в другие полки, где они, вместе с выборными дворянами, занимали должности воевод, их товарищей, голов. При распределении должностей учитывалось местническое старшинство. Характерно также то, что основными обязанностями думных и московских чинов считалась служба при дворе, а военные назначения считались дополнительными «посылками». Местничество играло роль и среди городовых служилых людей — это зависело от разряда (за Замосковными городами шли города Новгородского разряда, а также города южных украин) и очерёдности внутри разряда.

## Численность
Точную численность поместного войска в XVI веке установить невозможно. А. Н. Лобин оценивает общую численность русского войска в первой трети XVI века до 40 000 человек, с учётом того, что её основную часть составляла поместная конница. К середине века она возрастает, в последней четверти снижается. В Полоцком походе 1563 года, согласно его оценке, приняло участие 18 000 помещиков, а вместе с боевыми холопами — до 30 000 человек. В. В. Пенской считает эти оценки заниженными и ограничивает верхний предел численности поместного войска в первой половине XVI века в 40 000 человек помещиков и боевых холопов, или 60 000 с учётом других слуг. О. А. Курбатов, указывая на достоинства и недостатки работы А. Н. Лобина, отмечает, что подобное вычисление верхней оценки численности некорректно по причине слишком большой погрешности. В конце XVI века, по оценке С. М. Середонина, численность дворян и детей боярских не превышала 25 000 человек. Общая численность, вместе с холопами, по оценке А. В. Чернова достигала 50 000 человек.
В XVII веке численность войска может быть точно установлена благодаря сохранившимся «Сметам». В 1632 было 26 185 дворян и детей боярских. По «Смете всяких служилых людей» 1650—1651 годов в Московском государстве было 37 763 дворян и детей боярских, а оценочная численность их людей — 40—50 тысяч. К этому времени поместное войско вытеснялось войсками нового строя, значительная часть поместных была переведена в рейтарский строй, и к 1663 году их численность уменьшилась до 21 850 человек, а в 1680 составляла 16 097 человек сотенной службы (из которых 6385 — московских чинов) и 11 830 их людей.

## Мобилизация
В мирное время помещики находились в своих поместьях, а в случае войны должны были собираться, на что уходило много времени. Иногда на полную подготовку ополчения к военным действиям уходило более месяца. Тем не менее, по словам Перкамоты, в конце XV века на сбор войска уходило не более 15 дней. Из Разрядного приказа в города воеводам и приказным дьякам рассылались царские грамоты, в которых указывалось помещикам готовится к походу. Из городов они со сборщиками, присылаемыми из Москвы, выступали к месту сбора войск. Каждому сборщику в Разрядном приказе выдавался список служилых людей, которые должны были участвовать в походе. Они сообщали сборщику число своих холопов. По Уложению о службе 1555—1556 гг. помещик со 100 четвертей земли должен был приводить одного вооружённого человека, включая себя, а по Соборному приговору 1604 — с 200 четвертей. Вместе с боевыми холопами можно было брать с собой кошевых, обозных людей. На службу помещики и их люди являлись на конях, нередко одвуконь. В зависимости от обеспеченности помещиков, они делились на различные статьи, от принадлежности к которым зависели предъявляемые к ним требования и характер службы. По мобилизации служилые люди распределялись по воеводским полкам, а затем «расписывались в сотни». При росписи или позднее формировались отборные подразделения.
В поход отправлялись со своим продовольствием. О запасах в походе писал Герберштейн:

«Пожалуй, кое-кому покажется удивительным, что они содержат себя и своих людей на столь скудное жалованье и притом, как я сказал выше, столь долгое время. Поэтому я вкратце расскажу об их бережливости и воздержанности. Тот, у кого есть шесть лошадей, а иногда и больше, пользуется в качестве подъемной или вьючной только одной из них, на которой везет необходимое для жизни. Это прежде всего толченое просо в мешке длиной в две-три пяди, потом восемь-десять фунтов соленой свинины; есть у него в мешке и соль, притом, если он богат, смешанная с перцем. Кроме того, каждый носит с собой сзади на поясе топор, огниво, котелки или медный чан, и если он случайно попадет туда, где не найдется ни плодов, ни чесноку, ни луку, ни дичи, то разводит огонь, наполняет чан водой, бросает в него полную ложку проса, добавляет соли и варит; довольствуясь такой пищей, живут и господин, и рабы. Впрочем, если господин слишком уж проголодается, то истребляет все это сам, так что рабы имеют, таким образом, иногда отличный случай попоститься целых два или три дня. Если же господин пожелает роскошного пира, то он прибавляет маленький кусочек свинины. Я говорю это не о знати, а о людях среднего достатка. Вожди войска и другие военные начальники время от времени приглашают к себе других, что победнее, и, хорошо пообедав, эти последние воздерживаются потом от пищи иногда два-три дня. Если же у них есть плоды, чеснок или лук, то они легко обходятся без всего остального».— Записки о Московии. Сигизмунд фон Герберштейн
Непосредственно же во время походов организовывались экспедиции для добычи продовольствия на вражеской территории — «загоны». Кроме этого во время «загонов» иногда захватывали пленников с целью их отправки в поместья.

## Служба

### Тактические формирования
В первой половине XVI века походная рать могла включать множество разных воевод, под командованием каждого из которых находилось от нескольких десятков до нескольких сотен бойцов. При Иване Грозном в 1552 году была введена сотенная структура, что позволило упорядочить систему боевого управления.
Основной тактической единицей с середины XVI века была сотня. Сотенные головы представляли собой младший командный состав. Они назначались воеводой полка из выборных дворян, а со Смутного времени — и просто из опытных детей боярских. Численность сотни составляла обычно 50—100 человек, изредка — больше.
Для выполнения конкретных задач могла быть сформирована «лёгкая рать». Она сводилась из сотен, возможно — отборных, которые выделялись по 1—2 из каждого полка всей рати. Соединение в 1000—1500 детей боярских в первой половине XVI века, как правило, делилось на 5 полков, в каждом из которых было по 2 воеводы. С 1553 года оно стало делиться на 3 полка — Большой, Передовой и Сторожевой, также по 2 воеводы. В каждом воеводском полку было от 200 до 500 воинов.
Вся рать в походах первоначально делилась на Большой, Передовой и Сторожевой полки, к которым могли добавляться полки Правой и Левой руки, а в случае Государева похода — ещё и Государев полк, Ертаул и Большой Наряд (осадная артиллерия). В каждом из них выделялось несколько (2—3) воеводских полка. Если поначалу названия этих полков соответствовали их позиции на поле боя, то в течение XVI века от них стала зависеть лишь их численность и местническое старшинство командующих ими воевод; вместе эти полки крайне редко собирались в общий боевой порядок, поскольку проведение сражений с участием значительного числа людей не соответствовало московской стратегии. Например, в 1572 году при нападении татар полки русской рати, укрывшись за гуляй-городом, по очереди в порядке старшинства совершали оттуда вылазки. Численность полков была различна, по имеющимся данным Большой полк составлял почти 1/3, Правой руки — немногим меньше 1/4, Передовой — около 1/5, Сторожевой — около 1/6, Левой руки — около 1/8 от общей численности. Общая численность рати в некоторых походах известна по разрядным росписям. В частности, в походе И. П. Шуйского на Юрьев в 1558 году она составляла 47 сотен, береговая рать М. И. Воротынского в 1572 году составляла 10 249 человек, а рать Ф. И. Мстиславского в походе против Лжедмитрия в 1604 году — 13 121 человек.
Практика выделения «титульных полков» прекратилась с воцарением Михаила Фёдоровича. Войско стало поручаться главному воеводе с одним или несколькими «товарищами». К концу 1660-х годов сформировалась новая структура войска. Она заключалось в том, что государство было разделено на несколько разрядов (к 1680-м их было 10), ратные люди каждого из которых составляли соответствующий разрядный полк. Поместная конница включалась в разрядные полки в качестве полков сотенной службы, наравне с полками других родов войск.
В 1681—1682 под руководством В. В. Голицына была осуществлена реформа по замене сотенной организации московских чинов на ротную. Они были разделены на полки, а каждый полк — на 6 рот, в каждой по 60 человек. Из числа московских служилых людей были назначены ротмистры и поручики, однако местническое старшинство при этом уже не учитывалось.

### Виды службы
Во второй половине XVI века служба разделялась на городовую (осадную) и полковую. Полковая, в свою очередь, включала дальнюю и ближнюю службы.
Осадная служба неслась «с земли» малопоместными людьми. На неё также переводились те, кто уже не мог в силу старости, болезни, ранений нести полковую службу; в этом случае часть поместья у них отбиралась. Денежное жалование числившимся в осадной службе не полагалось. Малопоместные дворяне и дети боярские за исправную службу могли быть переведены в полковую службу, наделены денежным и дополнительным поместным окладом. В некоторых случаях ветераны могли быть полностью отстранены от службы.
Дальняя, походная служба подразумевала непосредственное участие в походах. Ближняя (украинная, береговая) сводилась к охране границ. Малообеспеченные дворяне и дети боярские могли привлекаться к засечной службе. Среднепоместные, «которые б люди были конны, и собою молоды, и резвы, и просужи», несли станичную службу; наиболее обеспеченные назначались командующими и несли основную ответственность. Засечная служба состояла в охране засечных черт. Станичная служба заключалась в патрулировании конными отрядами пограничной территории, которые в случае обнаружения вражеских отрядов должны были известить воеводу. Отряды несли службу посменно. «Боярский приговор о станичной и сторожевой службе» 1571 года за самовольное оставление поста предусматривал смертную казнь.

## Снабжение

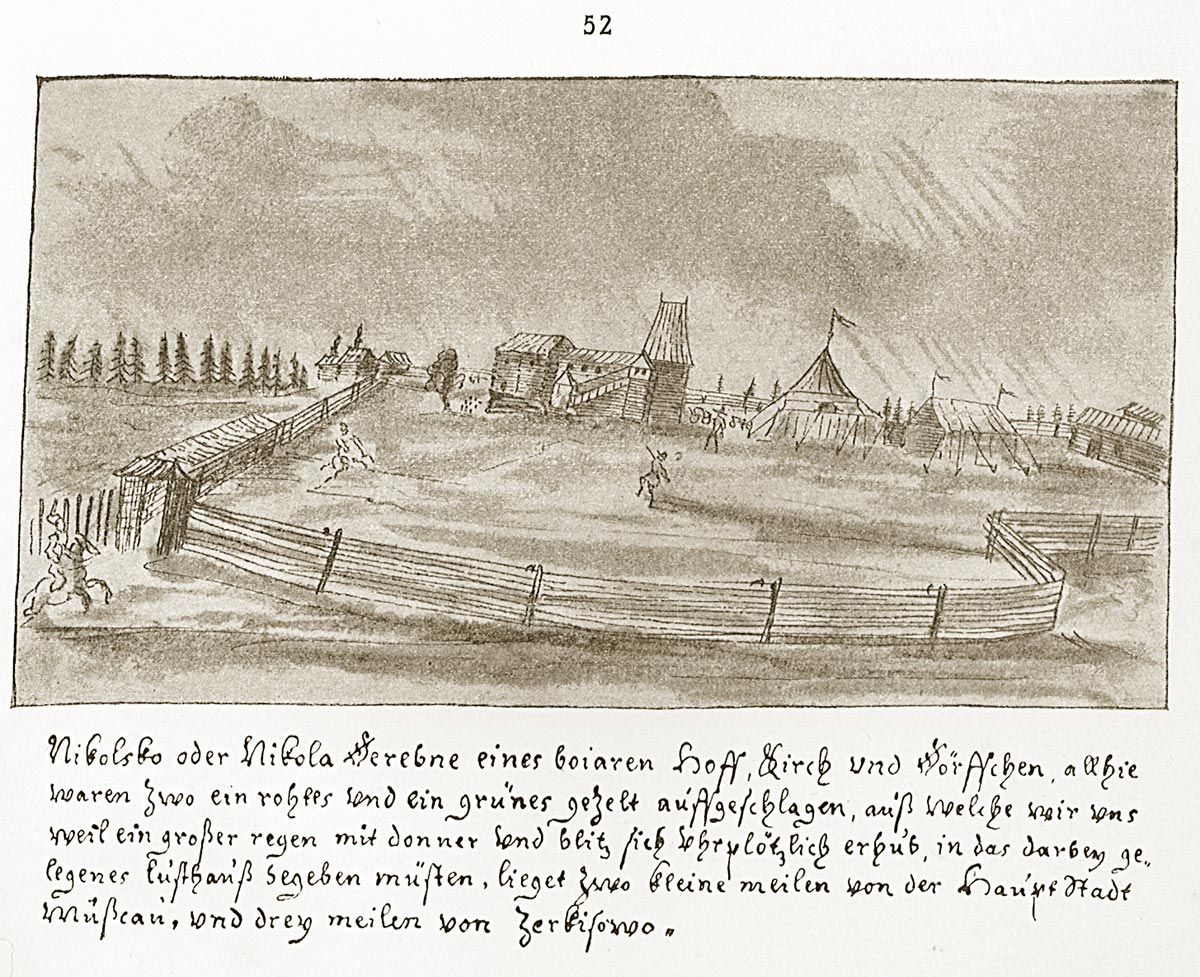
Усадьба помещика (Никольское). Рисунок Августина Майерберга (1661—1662)

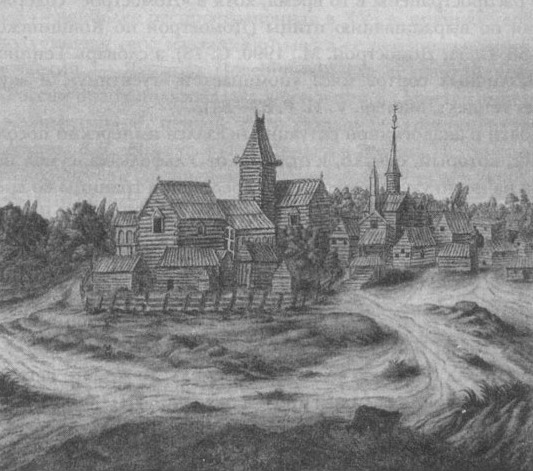
Двор дворянина под Новгородом. Рисунок Н. Витсена, 1664 г.

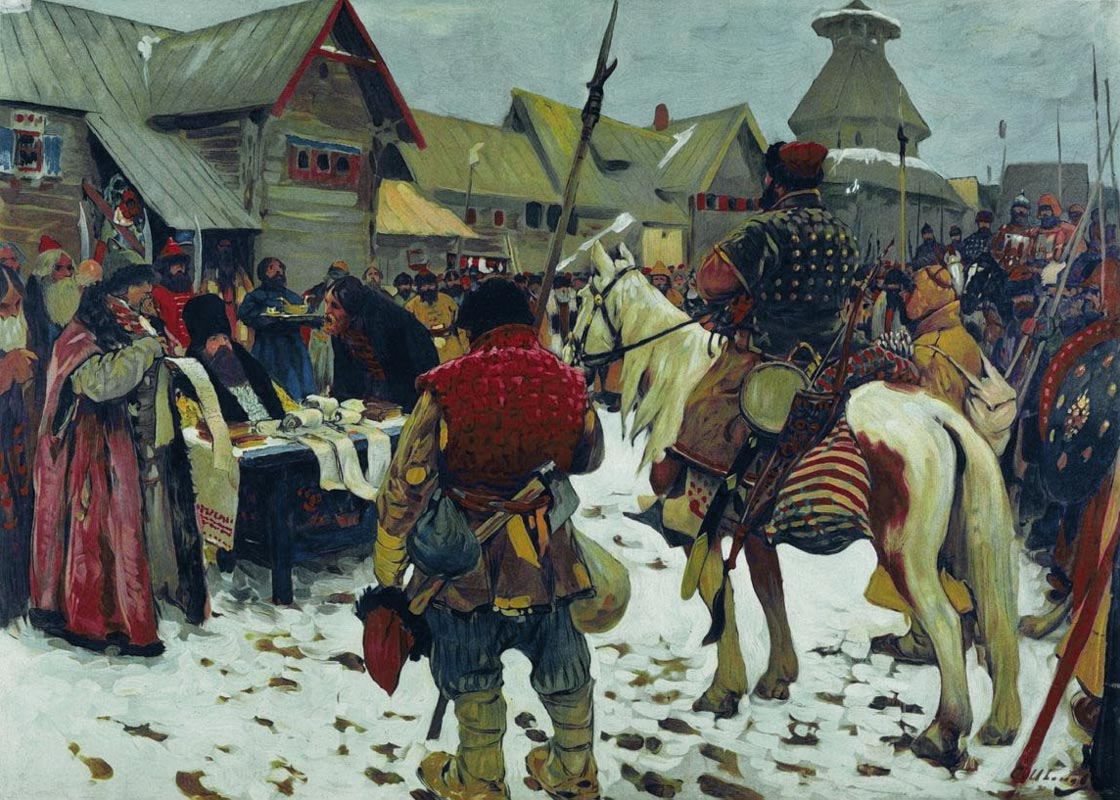
Смотр служилых людей. Картина С. В. Иванова, не позднее 1907 г.

Во второй половине XV века формируемое войско преимущественно снабжалось поместьями в недавно присоединённых Новгородских землях, а также в других присоединённых княжествах. Помещики были снабжены землями, конфискованными у опальных удельных князей и бояр, а частью и у свободных крестьянских общин. Дворовые дети боярские и великокняжеские дворяне испомещивались вблизи Москвы. Кроме того, в конце XV века были составлены Писцовые книги, закрепившие часть крестьян за помещиками; а также введён Юрьев день, ограничивающий право перехода крестьян от одного помещика к другому. Позднее был организован Поместный приказ, отвечавший за распределение поместий.
С 1556 года была организована система смотров, на которых, помимо всего прочего, происходила запись на службу годных к ней по возрасту (с 15 лет) детей помещиков — новиков. Для этого из Москвы в города приезжали думные люди с дьяками (в отдельных случаях их роль выполняли местные воеводы), которые организовывали выборы окладчиков из местных помещиков. Эти окладчики помогали распределить новиков по статьям, зависящим от происхождения и имущественного положения. В результате новиков зачисляли на службу, назначали земельное и денежное жалование и записывали в верстальные десятни. Жалование новиков зависело от статьи и во второй половине XVI века колебалось, в среднем, от 100 до 300 четвертей и от 4 до 7 рублей. Люди из низших сословий к службе в поместном войске не допускались, однако на южных границах, а позднее — и в Сибирских землях иногда приходилось делать исключения. С 1649 года порядок вёрстки изменился. Согласно Уложению дети теперь считались годными к службе с 18 лет и записывались в городовые дети боярские, а не в чин отца. Кроме того, относительно небогатых могли записать в новый строй. В некоторых случаях также разрешалось выставлять даточных людей. Оклады новиков во второй половине XVII века колебались от 40 до 350 четвертей и от 3 до 12 рублей в год.
О смотрах шведский дипломат Петрей сообщает следующее: «Смотр бывает у них не так, как у нас и у других народов когда они делают смотр, все полковники сходятся на один двор, садятся в избе у окна либо в палатке и подзывают к себе полки один за другим, возле них стоит писарь, вызывающий каждого поименно по списку у него в руках, где все они записаны, каждый должен выходить и представляться осматривающим боярам. Если же нет кого налицо, писарь записывает тщательно его имя до дальнейшего распоряжения они не спрашивают, есть ли с ним служители, лошади, оружие и вооружение, спрашивают только его самого.».
Сведения о служилых людях записывались в разборные и раздаточные десятни. К этим сведениям, определяемых на смотрах, относилось численность боевых холопов помещика, вооружение, конность, и оклады. В зависимости от этого выплачивались деньги. Десятни со смотров отправлялись в Разрядный приказ, а списки с них — в Поместный. Разрядный приказ в десятнях также фиксировал сведения об участии воинов в боевых действиях, изменения в жаловании, отмечал пленение и гибель.
Средний оклад во второй половине XVI—XVII веке колебался от 20 до 700 четвертей земли и от 4 до 14 рублей в год. Поместный оклад городовых детей боярских составлял от 20 до 500 четвертей, дворовых — от 350 до 500, выборных — от 350 до 700. Жалование московских чинов, например, московских дворян, составляло до 500—1000 четв. и 20—100 рублей оклада. Жалование думных чинов: бояре получали от 1000 до 2000 четв. и от 500 до 1200 руб., окольничие — 1000—2000 четв. и 200—400 руб., думные дворяне — 800—1200 четв. и 100—200 рублей. Поместья за особые заслуги, например — за осадное сиденье, могли выдать в вотчину. Среди московских служилых людей число вотчинников было довольно велико.
Со второй половины 60-х годов XVI века нехватка годных для испомещений земель привела к перераспределениям поместий. Излишки поместий и наделы помещиков, уклонявшихся от службы, стали конфисковать, и отдавать другим. Это привело к тому, что поместья иногда состояли из нескольких частей. В связи с бегствами крестьян и увеличением числа пустошей, в некоторых случаях лишь одна часть поместного оклада составляла полноценная земля с крестьянскими дворами, а другая выдавалась в виде пустошей. Поэтому помещики получили право сами искать населённые земли. В XVII веке из-за нехватки годных земель реальное поместье многих городовых людей было меньше оклада, что особенно проявлялось на южных рубежах. Например, по разбору 1675 и смотру 1677 у 1078 дворян и детей боярских южных городов было 849 крестьянских и бобыльских дворов. Средние поместья там составляли 10—50 четвертей.

## Боеспособность

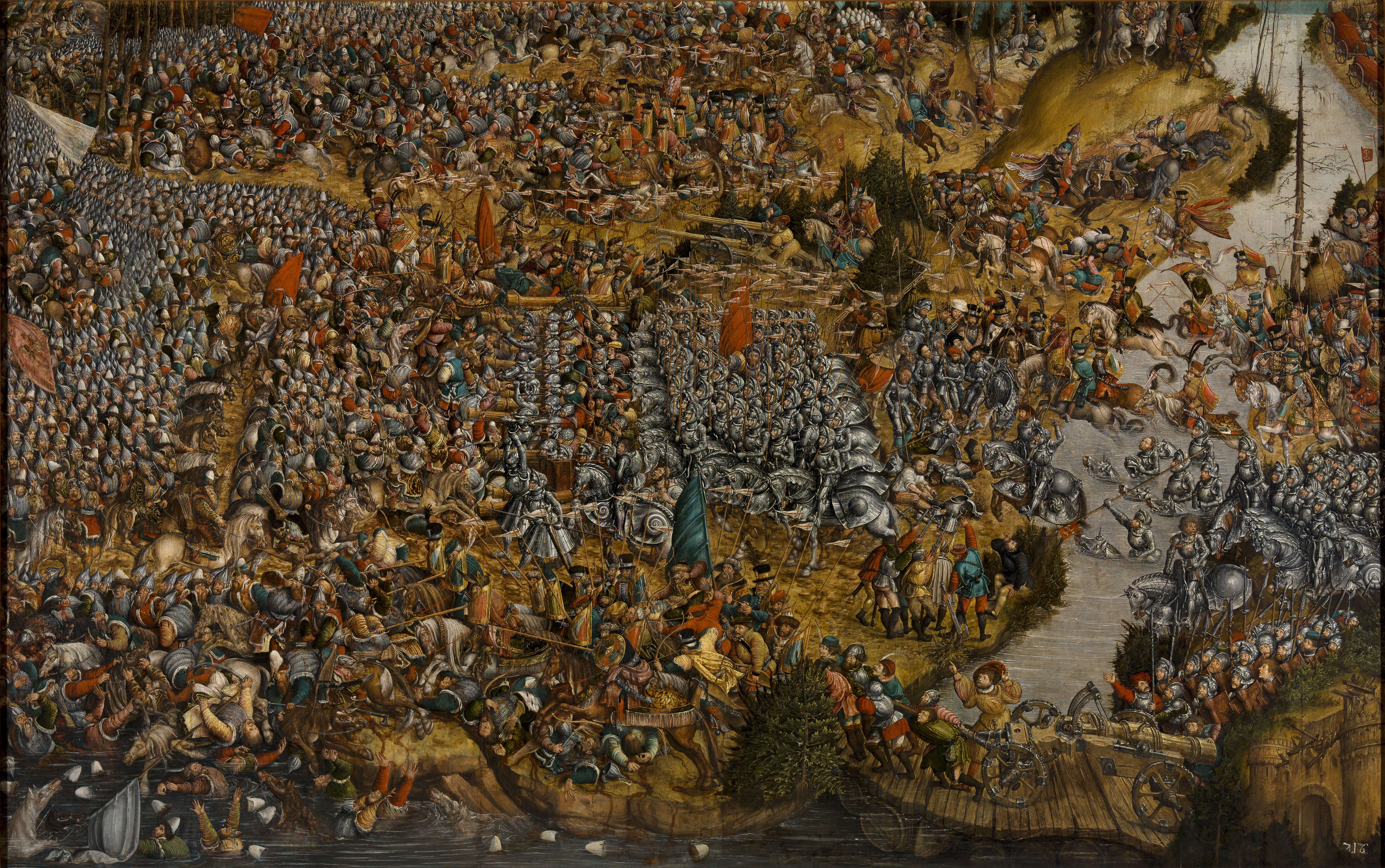
Битва под Оршей (1514). Слева — русская поместная конница. Картина отличается реализмом, хотя имеет ряд неточностей: гипертрофированными показаны тегиляи, сомнительно и широкое применение бехтерцев

Помимо долгого сбора, поместное войско имело ряд других недостатков. Одним из них было отсутствие систематического военного обучения, что отрицательно сказывалось на его боеспособности. Вооружение каждого человека оставалось на его усмотрение, хотя правительство давало рекомендации на этот счёт. В мирное время помещики занимались сельским хозяйством и участвовали в регулярных смотрах, на которых проверялось их вооружение и боеготовность. Другим важным недостатком была неявка на службу и бегство с неё — «нетство», которое было связано с разорением поместий или с нежеланием людей участвовать в определённой войне (например из-за несогласия с политикой правительства). Особых размахов оно достигло в Смутное время. Так, из Коломны в 1625 году из 70 человек прибыло только 54. За это им снижали поместный и денежный оклад (за исключением уважительных причин неявки — болезни и других), а в некоторых случаях поместье полностью конфисковывали. В случае неудачного оборота боя в бегство иногда обращались те сотни, которые не принимали никакого участия в битве, как произошло, например, под Валками в 1657 или при Нарве в 1700. С этим свойством поместной конницы было связано большинство его поражений. Однако, в целом, несмотря на недостатки, поместное войско проявляло высокий уровень боеспособности. Основные боевые приёмы люди усваивали ещё с детства, поскольку были заинтересованы в службе и готовились к ней; а их умение подкреплялось непосредственным боевым опытом. Отдельные поражения, как правило, были связаны не со слабостью войска, а, кроме случаев отступления без боя, с ошибками воевод (как в Оршанской битве 1514 или в битве на Оке 1521), внезапностью вражеского нападения (Битва на реке Уле (1564)), подавляющим численным превосходством противника, нежелание людей сражаться (как в Клушинской битве 1610, в которой войско, нежелающее сражаться за царя Василия IV, разошлось, не принимая участия в битве). А отвага воинов в битвах поощрялась. Например, рязанскому сотенному голове Михаилу Иванову, который в бою 1633 года «побил и переранил» многих татар, а двоих взял в плен и «многой полон отгромил», причём из лука застрелили его коня — было добавлено 50 четвертей к бывшим 150 и 2 рубля оклада к бывшим 6, 5 рублей за командование сотней, «да язычного два рубли, да сукно доброе». Информация об участии ратных людей в каждом бою заносилась в послужные списки.

## Тактика

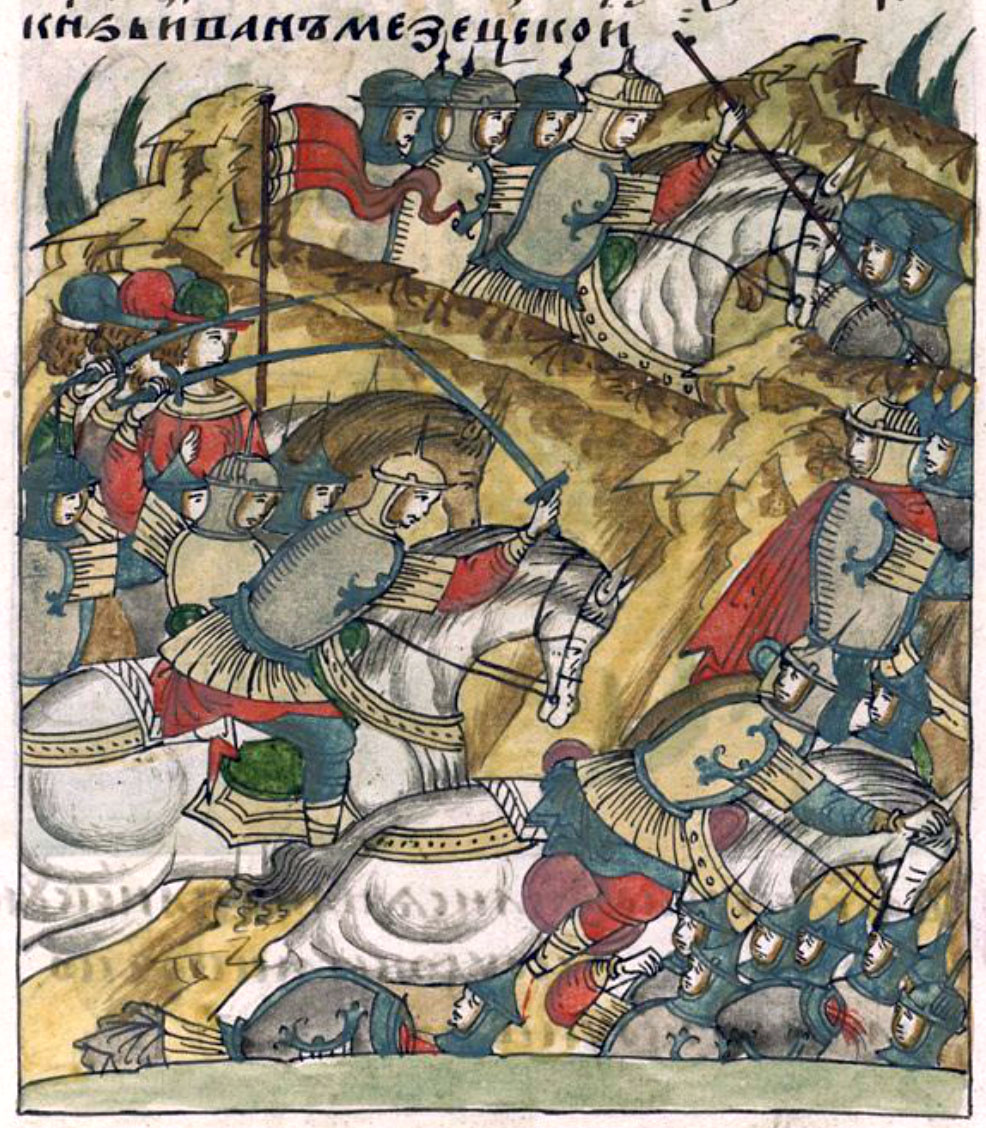
Атакующая русская конница на миниатюре Лицевого летописного свода

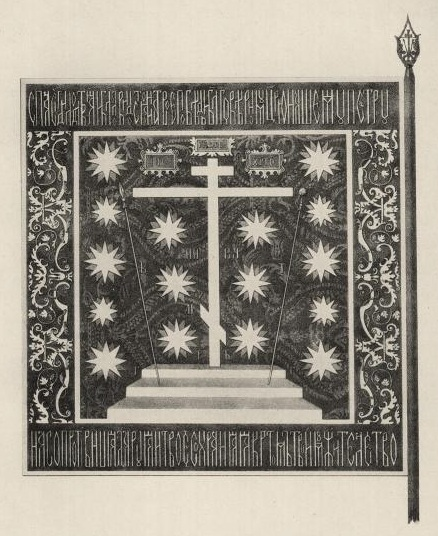
Сотенное знамя 1696—1699 г.

Тактика поместной конницы была основана на скорости и сформировалась под азиатским влиянием в середине XV века. «Всё, что они делают, нападают ли на врага, преследуют ли его или бегут от него, они совершают внезапно и быстро. При первом столкновении они нападают на врага весьма храбро, но долго не выдерживают, как бы придерживаясь правила: Бегите или побежим мы.» — писал о русской коннице Герберштейн. Первоначально её основной целью являлась защита православного населения от набегов, главным образом, тюркских народов. В связи с этим несение береговой службы стало важнейшей задачей ратных людей и своеобразной школой их боевой подготовки. В связи с этим основным оружием конницы был лук, а оружие ближнего боя — копья и сабли — играли второстепенную роль. Русская стратегия отличалась стремлением избежать крупных столкновений, которые могли бы привести к потерям; отдавалось предпочтение различным диверсиям из укреплённых позиций. Для противодействия татарским набегам требовалась высокая степень взаимодействия и скоординированности действий разведки и боевых отрядов. В XVI веке основными формами боя были: лучный бой, «травля», «напуск» и «съёмный бой» или «сеча великая». В «травле» принимали участие только передовые отряды. Во время неё начинался лучный бой, нередко в форме степной «карусели» или «хоровода»: отряды русской конницы, несясь мимо противника, проводили его массовый обстрел. В сражении с тюркскими народами взаимная перестрелка могла длиться «многое время». За лучным боем обычно следовал «напуск» — атака с использованием контактного холодного оружия; причём начало атаки могло сопровождаться лучной стрельбой. В ходе прямых столкновений производились многократные «напуски» отрядов — они атаковали, в случае стойкости противника — отступали, чтобы завлечь его на преследование или дать место для «напуска» другим отрядам. В XVII веке способы боя поместного войска изменились под западным влиянием. В ходе Смутного времени оно перевооружилось «езжими пищалями», а после Смоленской войны 30-х годов — карабинами. В связи с этим стал применяться «бой стрелбою» из огнестрельного оружия, хотя лучный бой также сохранился. С 50—60-х годов атаке конницы стал предшествовать залп из карабинов.
Важное значение играли ертаулы (называемые также ертоулы, яртаулы), впервые упомянутые в середине XVI века. Они формировались либо из нескольких конных сотен, либо из лучших бойцов, отобранных из разных сотен, и иногда — воеводской свиты. Ертаулы шли впереди всей рати и выполняли разведывательные функции, обычно первыми вступали в бой, на них возлагались самые ответственные задачи, поэтому требовалась скорость реакции и высокая боеспособность. Иногда ертаул совершал ложное бегство, приводя преследующего противника в засаду. В случае победы, как правило, именно ертаул совершал преследование разбитого противника. Однако, даже если в преследование уходила основная часть войска, то воеводы и головы старались сохранять управление сотнями под своим контролем, поскольку могла возникнуть необходимость провести новый бой или взять вражеские укрепления. Преследования, как правило, велись с большой осмотрительностью, поскольку отступающий противник мог привести в засаду, как произошло в Конотопской битве.
Во второй половине XVI века сложилась практика в случае поражения собираться в полевых укреплениях, однако основная часть конницы рассеивалась по местности. Со Смутного времени кто не вернулся в укрепления, стали наказываться. Возможно, к концу Смутного времени относится появление «отводных отрядов» в составе одной или нескольких сотен (хотя сам термин «отвод» известен с XVI века). В задачи этих отрядов входило, в случае поражения, произвести атаку по вражеским частям, которая позволяла сорвать преследование нашего войска и обеспечить организованное отступление. В связи с важной ролью отвода, он формировался из элиты поместного войска, а с 60-х годов XVII века — иногда из конницы нового строя. Вместе с тем, с 50-х годов потребность в отводе падает — его роль стала выполнять пехота. Вместе с тем, с уменьшением роли поместного войска и в связи его малой способности к линейному бою, оно стало выполнять задачи ертаула и отвода во второй линии основного построения. В качестве отвода поместная конница выступила, например, в битве на р. Басе 1660, контратакой спася преследуемых рейтар.
В 1570—1630-х годах впереди войска иногда выдвигались конные отряды служилых иноземцев.
Замысел боя, как правило, разрабатывался воеводами и головами на совете, где обсуждался боевой порядок, ход битвы и условные сигналы. Для этого использовались данные разведки — «подъездов» и «проезжих станиц», выделявшихся, как правило, из ертаула или подъезжей сотни. Исходя из предполагаемых замыслов противника, воеводы либо атаковали, либо переходили к обороне. При атаке старались нападать неожиданно, «безвестно». В 1655 году под Витебском такая атака, организованная Матвеем Шереметьевым, позволила разбить численно превосходящий литовский отряд. При татарских набегах русская конница старалась атаковать, когда они рассеивались по территории с целью поиска добычи и пленников. Если воеводы решали атаковать противника, находящегося на хорошей позиции, то передовые отряды завязывали бой до тех пор, пока не подойдут основные силы для проведения лобовой атаки; или же пока не будут найдены пути для атаки с тыла или фланга. Однако атаки с флангов производились, преимущественно, в оборонительных боях. Роль базы во время полевых боёв нередко выполняли гуляй-города, прикрываемые пехотой и артиллерией. На них с помощью ложного бегства иногда наводились преследующие вражеские войска, которые попадали в огненную засаду.
Система управления войсками во многом сформировалась под влиянием государств Тимуридов. Воеводские приказы передавали особые есаулы из молодых детей боярских. Знамёна служили для обозначения местоположения воеводы и воеводской ставки, и конных сотен. Сотенные знамёна, по крайней мере, в XVII веке на каждый поход высылались воеводским полкам из столицы и распределялись по сотням, а по роспуске войска отправлялись обратно; поэтому принадлежность знамени была неизвестна противнику. Знаменосцы следовали за командиром полка или сотни, а за знаменем следовал весь отряд. Знамёнами или бунчуками подавались также условные сигналы. Звуковые сигналы, называвшиеся «ясаки», служили для обозначения «напуска», а также сбора войска по окончании битвы и для других целей. Музыкальные инструменты состояли при воеводских и царской станах, к ним относились: тулумбас или бубен, «большой набат» (барабаны); накры, литавры; сурны. Существовали также «ясачные кличи». Эта система управления во второй половине XVII века под западным влиянием постепенно выходит из употребления.

## Вооружение

Снаряжение русского воина середины XVI века. Гравюра из базельского издания «Записок о Московии» С. Герберштейна 1551 г.

Помещики вооружались сами и вооружали своих людей за свой счёт. Поэтому комплекс доспехов и оружия поместного войска был очень разнообразен, и, в целом, в XVI веке соответствовал западноазиатскому комплексу, хотя имел некоторые отличия, а в XVII заметно изменился под западным влиянием. Правительство иногда давало предписания на этот счёт; а также проверяло вооружённость на смотрах.

### Холодное оружие
Основным клинковым оружием была сабля. Преимущественно они были отечественные, но применялись и импортные. Особенно ценились западноазиатские булатные и дамасские сабли. По типу клинка они подразделяются на массивные киличи, с яркой елманью, и более узкие сабли без елмани, к которым относятся как шамширы, так, вероятно, и местные восточноевропейские типы. В Смутное время получили распространение польско-венгерские сабли корабелы. Изредка использовались кончары. С начала XVII века распространяются, хотя и не широко, палаши. Дополнительным оружием были ножи и кинжалы, в частности, специализированным был подсайдашный нож.
Копья обычно являлись одним из основных типов оружия кавалерии, но в русской коннице их значение уменьшается с XV века. Это было связано с высокой, «восточной» посадкой в седле, которая позволяла вертеться в седле во все стороны (что было очень важно при стрельбе из лука), но мешала копейному удару. Тем не менее, копья в поместной коннице сохраняли распространение — в частности, использовались лёгкие пики, предназначенные, скорее, для маневренного боя с нанесением уколов и фехтованием, чем для таранного удара. Копьями вооружались лишь опытные всадники, владевшие приёмами копейного боя; неопытные воины их практически не применяли. Возможно, на время «травли» и лучного боя сын боярский отдавал копьё копьеносцу. Иногда применялись дротики — сулицы, джиды. К XVI веку относится распространение рогатин, которые, чаще всего, были на вооружении у обозных слуг.
Дворянская конница вплоть до Смутного времени широко вооружалась топориками — к ним относились топорики-чеканы, топоры-булавы и разнообразные лёгкие «топорки». Булавы перестают быть распространёнными к середине XV века, и к тому времени известны лишь брусы. В XVII веке некоторое распространение получают связанные с турецким влиянием грушевидные булавы, однако, как и буздыханы, они имели преимущественно церемониальное значение. На протяжении всего периода воины вооружались перначами и шестопёрами, однако назвать их широко распространённым оружием сложно. Часто использовались кистени. Применялись чеканы и клевцы, получившие распространение под польским и венгерским влиянием в XVI веке (возможно — во второй половине), однако, не очень широкое.

### Лук со стрелами
Основным оружием поместной конницы с конца XV до начала XVII веков был лук со стрелами, который носился в комплекте — саадаке. Это были сложносоставные луки с сильно профилированными рогами и чёткой центральной рукоятью. Для изготовления луков использовались ольха, берёза, дуб, можжевельник, осина; они снабжались костяными накладками. На изготовлении луков специализировались мастера-лучники, саадаков — саадачники, стрел — стрельники. Длина стрел составляла от 75 до 105 см, толщина древок — 7—10 мм. Наконечники стрел были бронебойные (13,6 % находок, чаще встречаются на северо-западе и теряют широкое распространение в середине XV века), рассекающие (8,4 % находок, чаще в области «немецкой украины») и универсальные (78 %, причём, если в XIV—XV веках они составляли 50 %, то в XVI—XVII — до 85 %).
Московский посол Георгий Перкамота рассказывал в 1486 году в Милане о «широком употреблении» московитами арбалетов (stambuchine) и самострелов (balestre), заимствованных у немцев.

### Огнестрельное оружие
Огнестрельное оружие на вооружении поместного войска отмечено в 1486 году, когда Перкамота сообщал о ручницах — скопеттах (schiopetti), которыми пользовались «дети дворян». Вероятно, в конце XV века обслуживание огнестрельного оружия было возложено на часть поместных дворян; позднее эту задачу стали выполнять пищальники. Всадники же огнестрельное оружие не использовали по причине его неудобства.
Ситуация изменилась в конце XVI века, когда появились конные пищальники. В остальном войске, начиная со Смутного времени, дворяне и дети боярские предпочитали пистолеты, обычно импортные с колесцовым замком; а пищали и карабины отдавали своим боевым холопам (нередко — обозным). Поэтому, например, в 1634 году правительство предписывало тем служилым людям, которые вооружены только пистолетами, приобрести более серьёзный огнестрел, а тем, кто вооружён саадаком, запастись и пистолетами. Эти пистолеты применялись в ближнем бою, для стрельбы в упор. С середины XVII века в поместной коннице появляются винтовальные пищали и особое распространение получают на востоке Руси — к примеру, в 1702 году у кузнецких детей боярских они составляли 50 %.

### Защитное вооружение

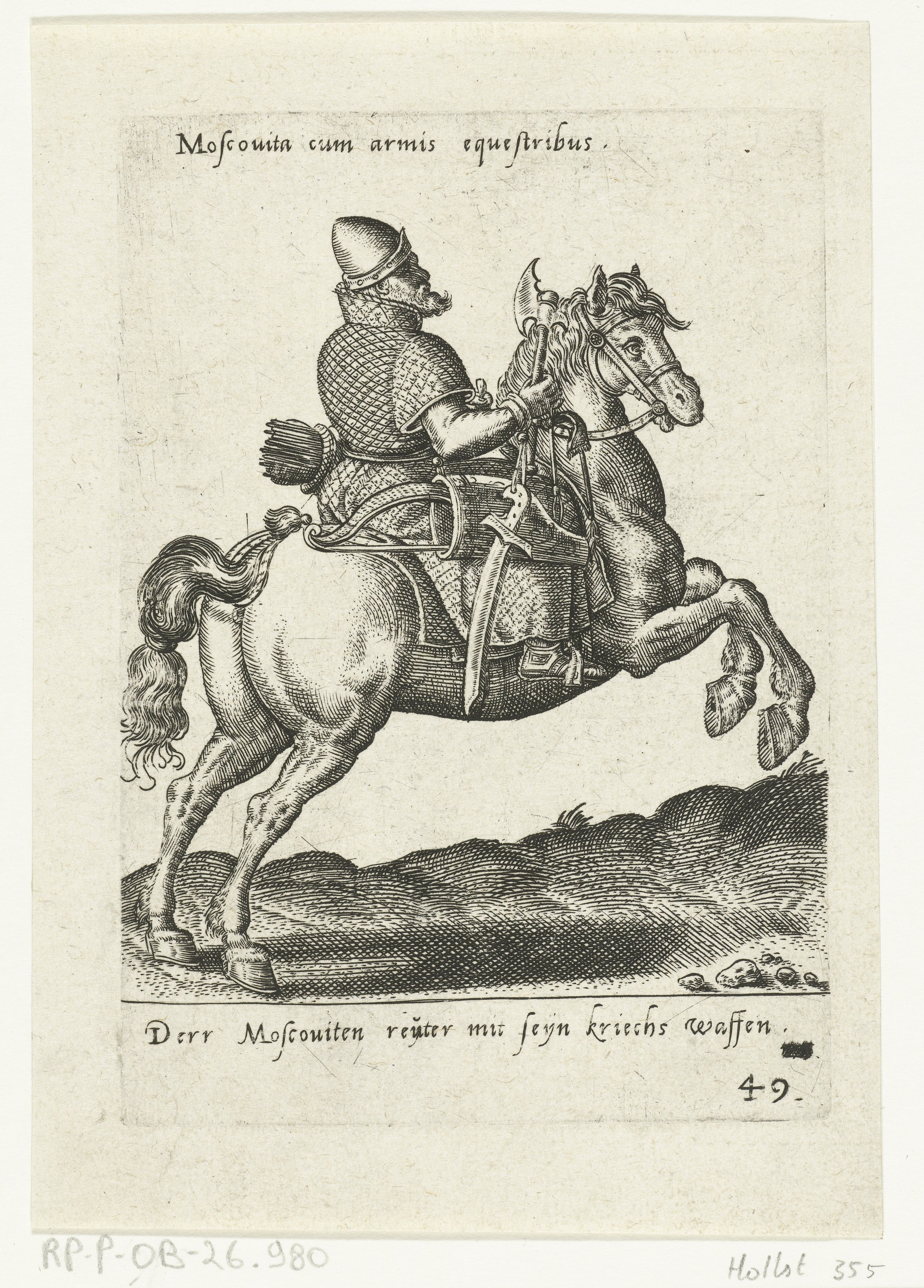
Московит в тегиляе с боевым топориком. Гравюра Авраама де Брейна (1577)

Основным доспехом воинов русской поместной конницы, если судить по текстам духовных грамот конца XV — 80-х годов XVI в., была кольчуга, а, точнее, её мелкоячеистая разновидность — панцирь (пансырь). Широкое распространение имел также кольчато-пластинчатый доспех. Реже применялись зерцала; гусарские и рейтарские латы. В XVI веке металлическими доспехами обладало не менее чем ⅔ конного войска. К защитному вооружению небогатых помещиков, а также боевых холопов, относятся куяки и тегиляи. До второй половины XVI века основным типом шлема был шелом, хотя применялись и другие — в частности, мисюрки, колпаки, шишаки, шапки железные. Последние два типа позднее вытеснили шеломы, которые практически перестают употребляться к началу XVII века, окончательно вытесненные «шапками» и «шишаками». Отдельно следует выделить дорогие ерихонки, использовавшиеся в основном начальными людьми. Некоторые командиры носили вместо шлемов шапки-киверы. Многие использовали наручи, реже встречались бутурлыки и наколенники. Кроме того, богатые воины нередко носили несколько доспехов. Нижним доспехом обычно был кольчужный панцирь. Под шелом иногда одевали шишак или мисюрку. К тому же металлические доспехи, бывало, комбинировали с тегиляями. Щит постепенно терял своё значение, оставаясь преимущественно статусным оружием.
Хотя бояре и зажиточные помещики предпочитали импортные доспехи работы восточных или западноевропейских мастеров, качество отечественной брони оставалось вполне высоким. Князь Андрей Курбский вспоминает в своей книге, что участвуя в 1552 году в осаде Казани, был сбит на землю в гуще схватки с татарами и остался жив исключительно благодаря своему русскому доспеху: «понеже на мне збройка была праотеческая, зело крепка». Затяжные войны, разорения и социально-экономические трудности приводили к тому, что степень и качество «одоспешенности» детей боярских и их послужильцев на протяжении XVI столетия неуклонно снижались, и если в начале него полный защитный доспех являлся нормой, уже во второй половине века лишь богатые дворяне могли позволить себе такую роскошь. Если ещё в 1637 году царская грамота, направленная воеводе Д. Г. Сабурову, предписывала поместному войску быть на службе «в бехтерцах, в панцырях и в шеломах, и в шапках мисюрках», то во второй половине XVII века доспехи нередко оставлялись по причине их малополезности в связи с распространением огнестрельного оружия.

## Боевые кони
Согласно А. В. Висковатову, с XV века встречаются следующие термины, классифицирующие коней: мерин, конь, бахмат и аргамак. Последними называли статных турецких и польских лошадей. Бахматы, малорослые и короткошейные, но необыкновенно крепкие лошади, по неутомимости их, были особенно полезны в походах. Собственно «конями» называли лошадей ногайской породы. Они в состоянии были бежать, без отдыха, по семи и восьми часов сряду, но зато требовалось около полугода для их поправления. Кроме этого они имели еще те недостатки, что были дики, пугливы и неповоротливы. Под «меринами» разумели лошадей своих, русских; они были невелики, но смирны и выносили много труда. Сверх перечисленных здесь родов употребляли нередко «жеребцов черкасских», весьма красивых, но уступавших всем прочим в крепости. В походах употреблялись почти исключительно аргамаки, кони и мерины, причём аргамаки упоминались довольно редко. Конский доспех не использовался, за исключением, быть может, редких случаев среди наиболее богатых предводителей войска.

## Отзывы современников
Сигизмунд Герберштейн в своих «Записках о Московии» (1549) сообщает:

«Лошади у них маленькие, холощенные, не подкованы; узда самая лёгкая; сидят они так низко, что колени их почти сходятся над седлом; седла маленькие и приспособлены с таким расчетом, что всадники могут безо всякого труда поворачиваться во все стороны и стрелять из лука. Сидя на лошади, они так подтягивают ноги, что совсем не способны выдержать достаточно сильного удара копья или стрелы. К шпорам прибегают весьма немногие, а большинство пользуется плеткой, которая всегда висит на мизинце правой руки, так что в любой момент, когда нужно, они могут схватить её и пустить в ход, а если дело опять дойдет до оружия (лука или сабли, которой они, впрочем, по их собственным словам, пользуются весьма редко), то они оставляют плетку и она свободно свисает с руки. Далее, повод узды у них в употреблении длинный, с дырочкой на конце; они привязывают его к одному из пальцев левой руки, чтобы можно было схватить лук и, натянув его, выстрелить, не выпуская повода. Хотя они держат в руках узду, лук, саблю, стрелу и плеть одновременно, однако ловко и без всякого затруднения умеют пользоваться ими.»
Английский путешественник Ричард Ченслор, побывавший в Москве в 1553 году, сообщает:

«Всадники —  все стрелки из лука, и луки их подобны турецким; и, как и турки, они ездят на коротких стременах. Вооружение их состоит из металлической кольчуги и шлема на голове. У некоторых кольчуги покрыты бархатом или золотой парчой... На поле битвы они действуют без всякого строя. Они с криком бегают кругом и почти никогда не дают сражений своим врагам, но действуют только украдкой... Если человек имеет большие заслуги, то великий князь дает ему ферму или участок земли, за что получивший обязан быть готовым к походу с таким количеством людей, какое назначает князь; он же должен соображать в своем уме, что может дать этот участок и соответственно этому он обязан поставлять, что положено, когда во владениях великого князя ведутся войны...»
Венецианский посол Франческо Тьеполо в своем «Рассуждении о делах Московии» (1560 г.) сообщает:

«Конница из более знатных и богатых одевается в панцири из тонких и хорошо закалённых металлических пластинок и островерхий шлем, равным образом сделанный из пластинок; причём всё это производится в Персии. Эти (конники) в большинстве действуют копьём, прочие же все вместо лат носят толстые (стёганные) кафтаны, очень плотно набитые хлопком, они часто противостоят ударам, особенно стрелам. Среди них есть большой отряд аркебузеров, а все другие действуют луком. Общим для всех оружием является меч и кинжал, а немногие выделяются железными палицами. Лошади у них малорослые, но весьма приспособлены к (воинскому) труду и всяким невзгодам, а сверх всего и к холоду.»
Английский дипломат Джайлс Флетчер в своем сочинении «О государстве Русском» (1591) рассказывает:

«Военные в России называются детьми боярскими, или сыновьями дворян, потому что все они принадлежат к этому сословию, будучи обязаны к военной службе по самому своему званию... Число всадников, находящихся всегда в готовности и получающих постоянное жалованье, простирается до 80 000 человек... Когда предстоит война, начальники четырех Четвертей именем царя рассылают повестки ко всем областным князьям и дьякам, для объявления в главных городах каждой области, чтобы все дети боярские, или сыновья дворян, являлись на службу на такую-то границу, в такое-то место и в такой-то день и там представлялись бы таким и таким начальникам. Как скоро они являются на место, назначенное в повестках или объявлениях, имена их отбираются известными лицами, определенными к тому Разрядом, в качестве писцов отдельных отрядов... Вооружение ратников весьма легкое. У простого всадника нет ничего, кроме колчана со стрелами под правой рукой и лука с мечом на левом боку, за исключением весьма немногих, которые берут с собой сумы с кинжалами, или дротик, или небольшое копье, висящее на боку лошади; но ближайшие начальники их имеют при себе еще другое вооружение, как-то: латы или нечто подобное... Их сабли, луки и стрелы похожи на турецкие. Убегая или отступая, стреляют они так же, как татары, и вперед и назад.»
Французский наемник на русской службе Жак Маржерет в «Состоянии Российской империи» (1607 г.) сообщает:

«Русские силы состоят большей частью из кавалерии; кроме дворян, о которых мы говорили ранее, нужно включать в нее остаток выборных дворян и городовых дворян, детей боярских, сыновей боярских, каковые составляют большое число... Надо, чтобы кроме себя лично каждый снарядил одного конного и одного пешего воина с каждых 100 четвертей владеемой земли... Из вышеназванных лучшие должны иметь кольчугу, шлем, копье, лук и стрелы, как и каждый из их слуг, а также добрую лошадь. Прочие должны иметь пригодных лошадей, лук, стрелы и кривую саблю, как и их слуги. В итоге получается множество людей, плохих наездников, лишенных порядка, рвения и дисциплины, из коих многие часто приносят армии больше вреда, чем пользы.»
Курляндский путешественник и дипломат Якоб Рейтенфельс в «Сказаниях светлейшему герцогу Тосканскому Козьме III о Московии» (1676 г.) сообщает:

«Почти постоянно пребывают в Москве много отрядов той могущественной конницы, состоящей из дворян, которая по одному знаку царя может выставить более 100000 вооруженных, а равно и большие и средние дворяне, а также и «дети», т. е. сыновья, боярские и жильцы, которых можно уподобить турецким тимариотам... Дворяне, впрочем, особенно более богатые, в случае войны, во избежание военных тягостей под благовидным предлогом ссылаются по большей части на мнимую болезнь... Большинство конницы вооружено кривыми короткими саблями, стрелами, копьями и одето в железные кольчуги... Хотя они в начале нападения действуют горячо, как большинство народов скифского происхождения, однако не могут долго устоять в сражении, и если бегство где-либо началось, то их нельзя удержать никакою высшею властью.»
Секретарь посольства Священной Римской империи ко двору Петра I 1698—1699 гг. Иоганн Георг Корб сообщает:

«Дворяне составляют московскую конницу, люди же, по большей части рабы, которых должны присылать знатные лица, исправляют должность денщиков вооруженного дворянства. Когда великий князь или, в его лице, царских войск воевода должен отправиться в неприятельскую землю, голос глашатая возвещает всем о времени выступления в поход и объявляет дворянам, чтобы они, с соответственным числом крепостных, явились на военную службу, после этого все вооружаются и спешно, смущенные мыслью о разных злополучных случайностях, отправляются на назначенное место. Ибо ежели, с одной стороны, дворяне боятся царского гнева в случае нерадивого исполнения его приказаний, то, с другой, они трепещут при мысли о предстоящем сражении с неприятелем, в котором может постигнуть их жалкая кончина. Они не считают делом постыдным покупать себе, нередко за большие деньги, позволение жить праздно за стенами своего дома и отделаться от военных опасностей… Оружие, которым пользуются московские всадники, суть, лук, стрелы, короткий дротик или копье, у некоторых только сабли, и все это по образцу турецкому.»

## В художественной литературе и публицистике
В отечественной литературе утвердилось преимущественно негативное представление о русской поместной коннице, основанное, помимо иностранных сочинений, на описании ее русским публицистом и предпринимателем И. Т. Посошковым в его записке «О ратном поведении» (1701):
«А естли на конницу посмотреть, то не то, что иностранным, но и самим нам на них смотрить зазорно, в начале у них клячи худые, сабли тупые, сами нужны и безодежны, и ружьем владеть никаким неумелые... Попечения о том не имеют, чтоб неприятеля убить, о том лиш печетца, как бы домой быть... И на службе того и смотрят, чтоб где во время бою за кустик притулитца... А то я у многих дворян слыхал: «Дай де бог великому государю служить, а сабли б из ножон не вынимать!»...»
В классическом романе А. Н. Толстого «Пётр Первый» описание русского поместного войска 1680-х годов носит едва ли не комический характер:
«Алешка, держа вожжи, шел сбоку саней, где сидели трое холопов в бумажных, набитых паклей, военных колпаках и толсто стеганных, несгибающихся войлочных кафтанах с высокими воротниками — тигелеях. Это были ратники Василия Волкова. На кольчуги денег нехватило, одел их в тигелеи, хотя и робел, — как бы на смотру не стали его срамить и ругать: не по верстке-де оружие показываешь, заворовался... Волков сидел на коне, подбоченясь, — в медной шапке, на груди и на брюхе морозом заиндевели железные, пластинами, латы. Василия не узнать — орел. Позади — верхами — два холопа, как бочки, в тигелеях, на плечах — рогатины. Сами понимали: ну и вояки! глупее глупого. Ухмылялись...»
Похожее описание встречаем в историческом романе советского писателя Вячеслава Усова «Цари и скитальцы» (1988), посвященном борьбе Русского государства с Крымским ханством и становлению русской разведки при Иване Грозном:
«Три четверти детей боярских имели полный боевой доспех: кольчугу, панцирь или юшман с железными пластинами, вплетёнными в кольчужные кольца; шапку железную со стальной сеткой-мисюркой, укрывавшей шею; саблю; саадак — чехол с луком и стрелами; стальные наручи и наколенники — тут жадничать себе дороже; топор у стремени, кинжал на поясе, а слева у седла — маленький барабан, погонять коня... Стремена коротки, татарская посадка легка, подвижна, немцы считали — неустойчива. Всадник крутился на седле, как смазанный. Не выпуская повода с костяными кольцами, надетыми на пальцы, стреляя из лука, тут же хватал саблю, рубил со страшным визгом... Вооружённые на собранные деньги пиками и молотами-клевцами, ратники кричали жалобно-насмешливо: «Вы только нас в бою не бросьте, кони у вас уносчивые, а нас порубят!» Такие случаи бывали...»